# Beau Geste (película de 1939)
Beau Geste es una película estadounidense producida en 1939 por Paramount Pictures. Dirigida por William A. Wellman, el argumento está basado en la novela homónima de Percival Christopher Wren, publicada en 1924.
Existen otras tres adaptaciones cinematográficas de la misma novela: una de 1926 protagonizada por Ronald Colman, otra de 1966 protagonizada por Guy Stockwell y una miniserie de la BBC de 1982.

## Argumento
Un contingente perteneciente a la Legión Extranjera Francesa se aproxima a un fuerte situado en el desierto y observan sorprendidos cómo los soldados que lo custodian se encuentran aparentemente en posición de alerta, pero en realidad son cadáveres. A partir de este hecho se narra la historia de tres hermanos ingleses que deciden alistarse en la legión tras la desaparición de un zafiro de enorme valor. Una vez incorporados son destinados a un regimiento en el norte de África, donde están a las órdenes del sádico y brutal sargento Markoff (Brian Donlevy).